# Jerzy Niemczuk
Jerzy Niemczuk (ur. 1 stycznia 1948 w Lublinie) – polski prozaik, komediopisarz, scenarzysta, autor słuchowisk i książek dla dzieci.

## Życiorys
Urodził się w Lublinie, ale już w 1949 roku rodzice Jan i Marianna przenieśli się do Warszawy. Ukończył polonistykę na Uniwersytecie Warszawskim. Debiutował w 1970 w „Nowych książkach”. W latach 1972–1976 był sekretarzem miesięcznika literackiego „Nowy Wyraz”. W latach 1979–1981 pracował w tygodniku „Kultura”. Publikował na łamach „Literatury”, „Poezji”, „Odry”. Za książkę Przygody Zuzanki otrzymał w 1995 Nagrodę Literacką im. K. Makuszyńskiego dla najlepszej książki dla dzieci roku 1994.
W 1969 roku ożenił się z Aleksandrą Malczewską. Mają córkę Magdalenę. Mieszka na Mazurach.

## Twórczość

### Książki
- Imitacje (1980)
- Paweł (1980)
- Stefan (1984)
- Rozbitkowie (1989)
- Powrót Daleków (1989)
- Bajki Pana Bałagana (1989)
- Plaga (1990)
- Pierścień Pana Bałagana (1994)
- Przygody Zuzanki. Opowieści awanturnicze dla dziewczynek (1995)
- Opowieść pod strasznym tytułem (1997)
- Szaleńczaki (1999)
- Headhunter (2003)

### Filmografia
- 1987 – Wielkie oczy (scenariusz)
- 1988 – Prywatne niebo (scenariusz)
- 1995 – Próby domowe (scenariusz)
- 1997–2006 – Złotopolscy (scenariusz: odcinki 49, 59–60)
- 1999–2006 – Rodzina zastępcza (scenariusz: odcinki 206, 210, 213, 215, 224, 230)
- 2004 – Stacyjka (scenariusz)
- 2005 – Lekarz drzew (scenariusz, producent)
- 2006–2016 – Ranczo (scenariusz)
- 2012 – Siła wyższa (scenariusz)

### Filmy animowane
- 1992–1996 – Film pod strasznym tytułem, scenariusz serialu (13 odcinków)
- 1993–1994 – Bajki pana Bałagana, scenariusz serialu (7 odcinków) na podstawie własnej książki
- 1995–1996 – Karrypel kontra Groszki, scenariusz serialu (9 odcinków)
- 1997–2006 – Bukolandia, dialogi i scenariusz serialu (3 odcinki)
- 1999 – Odwrócona góra albo film pod strasznym tytułem, film pełnometrażowy (scenariusz)
- 2002 – Tytus, Romek i A’Tomek wśród złodziei marzeń, film pełnometrażowy (dialogi, współpraca scen.)

### Teatr – spektakle
- 1990 – Królewna Śmieszka (autor)
- 1992 – Nieboskie stworzenie (autor)
- 1994 – Głośna sprawa (autor)
- 1994 – Siedem pięter (obsada)
- 1995 – Racja głodowa (autor)
- 1996 – Kociokwik (autor)
- 1999 – Cyrograf (autor)
- 2000 – Mizerykordia (autor)

### Inne
- 1989 – w Odbicia piosenka Świat jest zły
- 1988 – Wyprawa na Ziemię (scenariusz komiksu zilustrowanego przez Jacka Skrzydlewskiego)